# Hieronymus
Hieronymus (født Eusebius Sophronius Hieronymus i 347 i Stridon ved bispesædet Aquileia i Dalmatien (det nuværende Kroatien), død 30. september 420 i Betlehem) var en af kirkefædrene. Han var en højtuddannet teolog i oldkirken. Siden middelalderen regnes Hieronymus, Ambrosius, Augustin og pave Gregor 1. som de fire senantikke, vestlige kirkefædre.

## Baggrund
Hans velhavende, kristne forældre sendte ham i en ung alder til Rom for at studere grammatik, retorik og filosofi hos den berømte grammatiker Donatus. Hjemmefra talte Hieronymus en illyrisk dialekt, og i Rom lærte han flydende latin og græsk. Han gjorde det godt som student og fortæller, at "om søndagen plejede jeg sammen med jævnaldrende venner at besøge martyrernes og apostlenes grave, gå ned i de underjordiske gallerier, hvor væggene på begge sider bevarer de dødes levninger." I 360 lod han sig døbe af pave Liberius. Omkring 372 vendte Hieronymus tilbage til hjembyen, hvor hans forældre var døde, og ansvaret påhvilede ham for hans yngre søstre og broren Paulinian. 

## Ørkenlivet
I Aquileia havde biskoppen nyligt foretaget en udrensning af arianere. Her lærte Hieronymus Chromatius (senere helgenkåret) at kende; Hieronymus dedicerede flere af sine værker til ham. Ligeledes blev han ven med Heliodorus (senere helgenkåret) og hans nevø Nepotian. I dette selskab tilbragte Hieronymus flere år med lærde studier, før han rejste mod øst med et ønske om større ensomhed. Sammen med sine venner Innocent, Heliodorus og den frigivne Hylas rejste han til Syrien. På vejen besøgte de Athen, Bithynia, Galatia, Pontus og Kappadokia. Omkring 373 ankom de til Antiokia, hvor Hieronymus fulgte forelæsninger af biskop Apollinaris, som endnu ikke var erklæret kætter. Derfra rejste selskabet ud i den syriske ørken. Snart omkom Innocent og Hylas, og Heliodorus rejste tilbage til Vesten; men Hieronymus udholdt ørkenlivet i fire år. Han led meget af sygdom, men endnu mere af fristelser: "Selv i den fjerneste del af en vild og stenet ørken," skrev han senere til sin ven Eustochium, "opbrændt af solens hede, så skoldende, at den skræmmer selv munkene, som lever der, syntes jeg at befinde mig midt mellem Roms glæder...I dette eksil og fængsel, som jeg, af skræk for helvede, frivilligt idømte mig selv, uden andet selskab end skorpioner og vilde dyr, mente jeg at betragte dansende romerske piger, som om jeg havde stået midt iblandt dem...I mit udtørrede kød, som syntes dødt før sin død, var lidenskab stadig i stand til at leve. Alene med fjenden kastede jeg mig for Jesu fødder, vædede dem med mine tårer, og tæmmede mit kød ved at faste i hele uger om gangen. Jeg skammer mig ikke over at afsløre mine fristelser, skønt jeg sørger over, at jeg ikke nu er, som jeg den gang var." Hieronymus påtog sig også prøvelsen ved at lære hebraisk, som han håbede, ville hjælpe ham til at vinde en sejr over sig selv. "Da min sjæl stod i brand af onde tanker," skrev han i 411, "blev jeg som en sidste udvej elev af en munk, der havde været jøde, for at lære det hebraiske alfabet...vendte mig til dette sprog af hvæsende og brudte lyde. Hvilken anstrengelse det kostede mig, hvilket besvær jeg gennemgik, hvor ofte jeg fortvivlede og droppede og igen genoptog det, kan bevidnes både af mig, som følte byrden, og dem, som levede sammen med mig. Jeg takker Vorherre, at jeg nu sanker de søde frugter fra den bitre sæd fra disse studier." 

## Sjælesørger og oversætter
Omkring 379 lod han sig præstevie i Antiokia. I Konstantinopel knyttede han forbindelse med den græske kirkefader Gregor fra Nazianz.  Fra 382 til 384 var han sekretær hos pave Damasus 1. i Rom og sjælesørger for adelsdamer, hvorved han skaffede askesen stor udbredelse blandt Roms fornemme damer. "Jomfruelighed er guld, ægteskabet er sølv" og "ægteskabet befolker Jorden, jomfruelighed himmelen," indskærpede han dem. Da en af hans bekendte opgav sit forsæt om at leve som eneboer for i stedet at opdrage sin søstersøn, advarede Hieronymus ham mod dette som djævelens forsøg på at dræbe Kristus: "Selv om din lille søstersøn hænger om halsen på dig...selv om din far kaster sig på dørtærsklen, så træd kun på ham, og il med tørre øje til korsets fane. Sådan grusomhed er sand fromhed." Til en fornem romerinde skrev han: "Du skal ikke have noget med gifte kvinder at gøre. Hvorfor vil Guds brud gå til et menneskes ægtefælle?...Husk på, at du er bedre end dem."  Han ærgrede sig over, at Peter havde sin kone med på missionsrejserne, men trøstede læseren med, at "Petrus har aftvættet ægteskabets smuds med martyriets blod." 
Da Hieronymus kom til Rom i 382, boede der dybt troende grupper af kvinder i to fornemme huse på Aventinerhøjen, den ene gruppe ledet af Marcella og den anden af Paula. De havde lært den ortodokse tro og eneboerlivet af Athanasius af Alexandria, da Marcellas mor Albina havde ham som sin gæst i 340. Skønt Hieronymus ellers ikke brød sig om kvinder, lod han sig overtale af Marcella til at undervise hendes gruppe i bibellæsning og lærte dem at synge salmerne på hebraisk. Paula kom også til at assistere ham ved oversættelsen af Vulgata. Den samtidige historiker Palladius skrev, at Paula havde enestående evner, men Hieronymus "lagde hende hindringer i vejen, fordi han var jaloux og havde sine egne planer for hende." 

## Klosterliv i Betlehem
Hieronymus krav om streng askese og flængende kritik af udsvævelserne i Rom skaffede ham så mange fjender, at han efter Damasus' død måtte forlade byen. I Legenda Aurea fortælles, at Hieronymus en gang stod søvndrukken op for at gå til morgenbøn og uden at lægge mærke til noget iførte sig en kvindedragt, som fjendtlige munke havde hængt ved siden af hans seng for at skabe indtryk af, at han havde haft en kvinde i sengen. Hieronymus flyttede nu til Palæstina sammen med to af kvinderne - Paula og hendes datter Eustochium - hvis midler finansierede oprettelsen af fire klostre i Betlehem, hvor han boede resten af sit liv. Tre af klostrene var for kvinder; ét for mænd. Her arbejdede Hieronymus resten livet, mens Paula administrerede det lille samfund til sin død i 404, hvor hendes arbejde blev overtaget af datteren Eustochium.  Paulas svigerdatter Laeta, der var blevet i Rom, spurgte i 403 Hieronymus, hvordan hun skulle gå frem for at sikre, at hendes lille datter (som også hed Paula) forblev jomfru hele sit liv, viet til Kristus. Han tilrådede, at hun sendte barnet til dets farmor i Betlehem, hvor pigen da også voksede op under tilsyn af sin farmor og sin faster Eustochium, og senere blev klostrets forstanderinde efter Eustochiums død. 
Kvinderne delte sig i tre grupper af hensyn til måltider og arbejde, men samledes fem gange i døgnet – også midt om natten – for at synge salmer. Om søndagen gik de samlet til messe, og bagefter fordelte næste uges arbejdsopgaver – madlavning, rengøring, syning, hjælpearbejde - mellem sig. Der blev lagt stor vægt på studier, da de måtte lære skrifterne udenad. Paula skrev ofte til Marcella, om hun ikke ville komme og bo hos dem; men hun afslog, hvad der fik Hieronymus til at anklage hende for antisemitisme. Marcella blev imidlertid i Rom og ledede sin menighed der, indtil hendes hjem blev raseret af Alariks tropper i 410. Marcella døde kort tid senere. Kort forinden dedicerede Hieronymus sin kommentar til Galaterbrevet til hende. 
Hieronymus var meget temperamentsfuld og tog sin teologi og udlægning meget alvorligt, og ofte fortolkede han meningsforskelle som personlige fornærmelser, eksempelvis i skriftet imod Vigilantius.

## Værker
Med al sin kundskab var Hieronymus en bidsk og ondskabsfuld polemiker, men en betydelig lærd, især husket for sin reviderede oversættelse af den ældre latinske bibeloversættelse. Hans revision vandt almindelig anerkendelse som den katolske kirkes bibel og blev derfor kaldt Vulgata (almindelig), en oversættelse til datidens talte latin, dvs. en korrektur af den tidligere oversættelse, Itala eller Vetus Latina (den "italiske" eller "gammellatinske" version). Hans Vulgata er i en bearbejdelse fra 1979 (Nova Vulgata) stadig referencepunkt for oversættelse af tekster til brug i den katolske kirkes nutidige liturgi.
Han oversatte hele det Gamle Testamente direkte fra hebraisk med undtagelse af salmerne, som mange kristne ikke ønskede ændret, fordi de allerede kendte dem i en græsk version. I øvrigt adskiller den græske version af salmernes bog sig tydeligt fra den hebraiske.
Hieronymus var oldkirkens mest begavede sproglærde. Han beherskede klassisk og samtidigt latin, græsk og – som den eneste af kirkefædrene – også hebraisk.
Ved siden af sin bibeloversættelse skrev han en bibelfortolkning, førte teologiske diskussioner, skrev historiske tekster og oversatte flere værker. Der er også bevaret talrige breve fra ham.

## Eksterne links
- Vulgata på latin.
- Nova Vulgata på latin.
- Værker og breve fra Hieronymus på engelsk.
- Biografi og malerier.
- Dansk oversættelse af Hieronymus' værk Imod Vigilantius.